# Saulo Rodrigues dos Santos
Saulo Rodrigues dos Santos, meglio noto come Saulo (Rio Verde, 18 febbraio 1982), è un ex calciatore brasiliano, di ruolo attaccante.

## Carriera

### Club
Ha giocato nella massima serie dei campionati portoghese e cipriota, e nella seconda divisione spagnola.